# Лобов, Алексей Игоревич
Алексей Игоревич Лобов (укр. Олексій Ігорович Лобов; род. 16 августа 1997, Селезнёвка, Луганская область) — украинский футболист, полузащитник кыргызстанского клуба «Дордой».

## Биография
Начал заниматься футболом в посёлке Селезнёвка Луганской области. В девятилетнем возрасте детский тренер Александр Кудряшов пригласил Алексея в академию алчевской «Стали». В Детско-юношеском футбольной лиге Украины за «Сталь» выступал с 2010 по 2014 годы. Привлекался во вторую команду «Стали», игравшую в чемпионате Луганской области. С 2015 по 2016 год защищал цвета клубов из чемпионата ЛНР, в частности ровеньского «Горняка», краснолученского «Шахтёра», ЦСКА Народной милиции (представлявший Перевальский район) и луганский «Далевец».
Зимой 2017 года присоединился к краматорскому «Авангарду» из Первой лиги Украины. В мае 2018 года продлил контракт с «Авангардом» на один год. Участник летней Универсиаде 2019 года, где в составе студенческой сборной Украины занял шестое место.
Летом 2020 года находился на просмотре в «Колосе» из Ковалёвки, а 27 августа 2020 года Алексей Лобов заключил контракт с житомирским «Полесьем». После появления сообщений в прессе о подписании контракта, против пребывания в житомирской команде Алексея Лобова, игравшего в чемпионате ЛНР, выступили ультрас «Полесья». В результате общественного давления Лобанов покинул клуб и вернулся в «Авангард».
В январе 2021 года Лобов перешёл в киевскую «Оболонь», где играл на протяжении следующих полутора лет в Первой лиге. Летом 2022 года стал игроком болгарского «Хебыра». В чемпионате Болгарии дебютировал 8 июля 2022 года в матче против «Ботева» (0:1). Проведя в составе «Хебыра» 10 игр, Лобов покинул команду в декабре 2022 года в статусе свободного агента.
С января 2023 года — игрок бишкекского «Дордоя», с которым заключил годичное соглашение. Лобов по версии интернет-портала Transfermarkt вошёл в число самых дорогих футболистов киргизского чемпионата в 2023 году.